# 溫莎 (新澤西州)
溫莎（英語：Windsor）是位於美國新澤西州默瑟縣的普查規定居民點。

## 人口
根據2020年美國人口普查的數據，溫莎的面積為2.99平方千米，當中陸地面積為2.97平方千米，而水域面積為0.01平方千米。當地共有人口330人，而人口密度為每平方千米110.37人。